# Sallèles-d’Aude
Sallèles-d’Aude – miejscowość i gmina we Francji, w regionie Oksytania, w departamencie Aude. Przez gminę przepływa rzeka Aude w miejscu, w którym uchodzi do niej Cesse.
Według danych na rok 1990 gminę zamieszkiwało 1659 osób, a gęstość zaludnienia wynosiła 132 osoby/km² (wśród 1545 gmin Langwedocji-Roussillon Sallèles-d’Aude plasuje się na 228. miejscu pod względem liczby ludności, natomiast pod względem powierzchni na miejscu 626.).

## Zabytki
Zabytki w miejscowości posiadające status Monument historique:
- Kanał Południowy – osada Le Somail (Canal du Midi – Le Somail)[a]
- Kanał Południowy – Épanchoir de Gailhousty
- zamek Sallèles (Château de Sallèles)